# 六帶觸角䲁
六帶觸角䲁（學名：Antennablennius sexfasciatus），為輻鰭魚綱鳚形目䲁科觸角䲁屬的一種，分布於西南印度洋南非海域，棲息在淺水區和沿海水域，通常躲在洞穴，以藻類為食，雌魚產附著性卵，雄魚有護卵行為。